# Artur Pikk
Artur Pikk (Tartu, 5 marzo 1993) è un calciatore estone, difensore svincolato.

## Carriera

### Club
Ha giocato in massima serie con la maglia del Tammeka Tartu e del Levadia Tallinn.

### Nazionale
Ha militato in tutte le nazionali giovanili estoni, esordendo con l'Under-21 nel 2013.
Il 7 giugno 2014 esordisce in nazionale maggiore nell'amichevole giocata dall'Estonia contro il Tagikistan, finita con il risultato di 2-1: Pikk è entrato nei minuti di recupero al posto di Ken Kallaste.

## Statistiche

### Cronologia presenze e reti in nazionale
| Cronologia completa delle presenze e delle reti in nazionale ― Estonia | Cronologia completa delle presenze e delle reti in nazionale ― Estonia | Cronologia completa delle presenze e delle reti in nazionale ― Estonia | Cronologia completa delle presenze e delle reti in nazionale ― Estonia | Cronologia completa delle presenze e delle reti in nazionale ― Estonia | Cronologia completa delle presenze e delle reti in nazionale ― Estonia | Cronologia completa delle presenze e delle reti in nazionale ― Estonia | Cronologia completa delle presenze e delle reti in nazionale ― Estonia |
| Data                                                                   | Città                                                                  | In casa                                                                | Risultato                                                              | Ospiti                                                                 | Competizione                                                           | Reti                                                                   | Note                                                                   |
| ---------------------------------------------------------------------- | ---------------------------------------------------------------------- | ---------------------------------------------------------------------- | ---------------------------------------------------------------------- | ---------------------------------------------------------------------- | ---------------------------------------------------------------------- | ---------------------------------------------------------------------- | ---------------------------------------------------------------------- |
| 7-6-2014                                                               | Tallinn                                                                | Estonia                                                                | 2 – 1                                                                  | Tagikistan                                                             | Amichevole                                                             | -                                                                      | 90+2’                                                                  |
| 12-10-2014                                                             | Tallinn                                                                | Estonia                                                                | 0 – 1                                                                  | Inghilterra                                                            | Qual. Euro 2016                                                        | -                                                                      |                                                                        |
| 27-12-2014                                                             | Doha                                                                   | Qatar                                                                  | 3 – 0                                                                  | Estonia                                                                | Amichevole                                                             | -                                                                      |                                                                        |
| 9-6-2015                                                               | Turku                                                                  | Finlandia                                                              | 0 – 2                                                                  | Estonia                                                                | Amichevole                                                             | -                                                                      |                                                                        |
| 5-9-2015                                                               | Tallinn                                                                | Estonia                                                                | 1 – 0                                                                  | Lituania                                                               | Qual. Euro 2016                                                        | -                                                                      |                                                                        |
| 8-9-2015                                                               | Maribor                                                                | Slovenia                                                               | 1 – 0                                                                  | Estonia                                                                | Qual. Euro 2016                                                        | -                                                                      |                                                                        |
| 9-10-2015                                                              | Londra                                                                 | Inghilterra                                                            | 2 – 0                                                                  | Estonia                                                                | Qual. Euro 2016                                                        | -                                                                      | 73’                                                                    |
| 12-10-2015                                                             | Tallinn                                                                | Estonia                                                                | 0 – 1                                                                  | Svizzera                                                               | Qual. Euro 2016                                                        | -                                                                      |                                                                        |
| 11-11-2015                                                             | Tallinn                                                                | Estonia                                                                | 3 – 0                                                                  | Georgia                                                                | Amichevole                                                             | 1                                                                      | 66’                                                                    |
| 17-11-2015                                                             | Tallinn                                                                | Estonia                                                                | 3 – 0                                                                  | Saint Kitts e Nevis                                                    | Amichevole                                                             | -                                                                      |                                                                        |
| 6-1-2016                                                               | Abu Dhabi                                                              | Svezia                                                                 | 1 – 1                                                                  | Estonia                                                                | Amichevole                                                             | -                                                                      |                                                                        |
| 24-3-2016                                                              | Tallinn                                                                | Estonia                                                                | 0 – 0                                                                  | Norvegia                                                               | Amichevole                                                             | -                                                                      |                                                                        |
| 29-3-2016                                                              | Tallinn                                                                | Estonia                                                                | 0 – 1                                                                  | Serbia                                                                 | Amichevole                                                             | -                                                                      |                                                                        |
| 29-5-2016                                                              | Klaipėda                                                               | Lituania                                                               | 2 – 0                                                                  | Estonia                                                                | Coppa del Baltico 2016                                                 | -                                                                      | 87’                                                                    |
| 1-6-2016                                                               | Tallinn                                                                | Estonia                                                                | 2 – 0                                                                  | Andorra                                                                | Amichevole                                                             | -                                                                      | 72’                                                                    |
| 31-8-2016                                                              | Pärnu                                                                  | Estonia                                                                | 1 – 1                                                                  | Malta                                                                  | Amichevole                                                             | -                                                                      | 77’                                                                    |
| 6-9-2016                                                               | Zenica                                                                 | Bosnia ed Erzegovina                                                   | 5 – 0                                                                  | Estonia                                                                | Qual. Mondiali 2018                                                    | -                                                                      |                                                                        |
| 9-6-2017                                                               | Tallinn                                                                | Estonia                                                                | 0 – 2                                                                  | Belgio                                                                 | Qual. Mondiali 2018                                                    | -                                                                      |                                                                        |
| 3-9-2017                                                               | Tallinn                                                                | Estonia                                                                | 1 – 0                                                                  | Cipro                                                                  | Qual. Mondiali 2018                                                    | -                                                                      |                                                                        |
| 7-10-2017                                                              | Faro                                                                   | Gibilterra                                                             | 0 – 6                                                                  | Estonia                                                                | Qual. Mondiali 2018                                                    | -                                                                      |                                                                        |
| 10-10-2017                                                             | Tallinn                                                                | Estonia                                                                | 1 – 2                                                                  | Bosnia ed Erzegovina                                                   | Qual. Mondiali 2018                                                    | -                                                                      |                                                                        |
| 9-11-2017                                                              | Helsinki                                                               | Finlandia                                                              | 3 – 0                                                                  | Estonia                                                                | Amichevole                                                             | -                                                                      | 46’                                                                    |
| 12-11-2017                                                             | Ta' Qali                                                               | Malta                                                                  | 0 – 3                                                                  | Estonia                                                                | Amichevole                                                             | -                                                                      |                                                                        |
| 24-3-2018                                                              | Erevan                                                                 | Armenia                                                                | 0 – 0                                                                  | Estonia                                                                | Amichevole                                                             | -                                                                      | 46’                                                                    |
| 27-3-2018                                                              | Tbilisi                                                                | Georgia                                                                | 2 – 0                                                                  | Estonia                                                                | Amichevole                                                             | -                                                                      | 64’                                                                    |
| 9-6-2018                                                               | Tallinn                                                                | Estonia                                                                | 1 – 3                                                                  | Marocco                                                                | Amichevole                                                             | -                                                                      | 84’                                                                    |
| 8-9-2018                                                               | Tallinn                                                                | Estonia                                                                | 0 – 1                                                                  | Grecia                                                                 | UEFA Nations League 2018-2019 - 1º turno                               | -                                                                      |                                                                        |
| 15-10-2018                                                             | Tallinn                                                                | Estonia                                                                | 3 – 3                                                                  | Ungheria                                                               | UEFA Nations League 2018-2019 - 1º turno                               | -                                                                      |                                                                        |
| 15-11-2018                                                             | Budapest                                                               | Ungheria                                                               | 2 – 0                                                                  | Estonia                                                                | UEFA Nations League 2018-2019 - 1º turno                               | -                                                                      | 23’                                                                    |
| 18-11-2018                                                             | Atene                                                                  | Grecia                                                                 | 0 – 1                                                                  | Estonia                                                                | UEFA Nations League 2018-2019 - 1º turno                               | -                                                                      | 81’                                                                    |
| 21-3-2019                                                              | Belfast                                                                | Irlanda del Nord                                                       | 2 – 0                                                                  | Estonia                                                                | Qual. Euro 2020                                                        | -                                                                      |                                                                        |
| 8-6-2019                                                               | Tallinn                                                                | Estonia                                                                | 1 – 2                                                                  | Irlanda del Nord                                                       | Qual. Euro 2020                                                        | -                                                                      |                                                                        |
| 11-6-2019                                                              | Magonza                                                                | Germania                                                               | 8 – 0                                                                  | Estonia                                                                | Qual. Euro 2020                                                        | -                                                                      |                                                                        |
| 6-9-2019                                                               | Tallinn                                                                | Estonia                                                                | 1 – 2                                                                  | Bielorussia                                                            | Qual. Euro 2020                                                        | -                                                                      |                                                                        |
| 13-10-2019                                                             | Tallinn                                                                | Estonia                                                                | 0 – 3                                                                  | Germania                                                               | Qual. Euro 2020                                                        | -                                                                      |                                                                        |
| 14-11-2019                                                             | Zaporižžja                                                             | Ucraina                                                                | 1 – 0                                                                  | Estonia                                                                | Amichevole                                                             | -                                                                      |                                                                        |
| 11-10-2020                                                             | Tallinn                                                                | Estonia                                                                | 3 – 3                                                                  | Macedonia del Nord                                                     | UEFA Nations League 2020-2021 - 1º turno                               | -                                                                      | 40’                                                                    |
| 14-10-2020                                                             | Tallinn                                                                | Estonia                                                                | 1 – 1                                                                  | Armenia                                                                | UEFA Nations League 2020-2021 - 1º turno                               | -                                                                      |                                                                        |
| 11-11-2020                                                             | Firenze                                                                | Italia                                                                 | 4 – 0                                                                  | Estonia                                                                | Amichevole                                                             | -                                                                      | 78’                                                                    |
| 15-11-2020                                                             | Skopje                                                                 | Macedonia del Nord                                                     | 2 – 1                                                                  | Estonia                                                                | UEFA Nations League 2020-2021 - 1º turno                               | -                                                                      |                                                                        |
| 18-11-2020                                                             | Tbilisi                                                                | Georgia                                                                | 0 – 0                                                                  | Estonia                                                                | UEFA Nations League 2020-2021 - 1º turno                               | -                                                                      |                                                                        |
| 1-6-2021                                                               | Vilnius                                                                | Lituania                                                               | 0 – 1                                                                  | Estonia                                                                | Coppa del Baltico 2021                                                 | -                                                                      |                                                                        |
| 4-6-2021                                                               | Helsinki                                                               | Finlandia                                                              | 0 – 1                                                                  | Estonia                                                                | Amichevole                                                             | -                                                                      | 52’                                                                    |
| 10-6-2021                                                              | Tallinn                                                                | Estonia                                                                | 2 – 1                                                                  | Lettonia                                                               | Coppa del Baltico 2021                                                 | -                                                                      | 80’                                                                    |
| 2-9-2021                                                               | Tallinn                                                                | Estonia                                                                | 2 – 5                                                                  | Belgio                                                                 | Qual. Mondiali 2022                                                    | -                                                                      | 69’                                                                    |
| 8-9-2021                                                               | Cardiff                                                                | Galles                                                                 | 0 – 0                                                                  | Estonia                                                                | Qual. Mondiali 2022                                                    | -                                                                      |                                                                        |
| 11-10-2021                                                             | Tallinn                                                                | Estonia                                                                | 0 – 1                                                                  | Galles                                                                 | Qual. Mondiali 2022                                                    | -                                                                      | 24’ 57’                                                                |
| 5-6-2022                                                               | Pamplona                                                               | Argentina                                                              | 5 – 0                                                                  | Estonia                                                                | Amichevole                                                             | -                                                                      | 69’                                                                    |
| 23-3-2023                                                              | Budapest                                                               | Ungheria                                                               | 1 – 0                                                                  | Estonia                                                                | Amichevole                                                             | -                                                                      | 84’                                                                    |
| 27-3-2023                                                              | Linz                                                                   | Austria                                                                | 2 – 1                                                                  | Estonia                                                                | Qual. Euro 2024                                                        | -                                                                      | 90+1’                                                                  |
| 9-9-2023                                                               | Tallinn                                                                | Estonia                                                                | 0 – 5                                                                  | Svezia                                                                 | Qual. Euro 2024                                                        | -                                                                      | 46’                                                                    |
| 12-9-2023                                                              | Bruxelles                                                              | Belgio                                                                 | 5 – 0                                                                  | Estonia                                                                | Qual. Euro 2024                                                        | -                                                                      |                                                                        |
| 13-10-2023                                                             | Tallinn                                                                | Estonia                                                                | 0 – 2                                                                  | Azerbaigian                                                            | Qual. Euro 2024                                                        | -                                                                      | 18’                                                                    |
| 17-10-2023                                                             | Tallinn                                                                | Estonia                                                                | 1 – 1                                                                  | Thailandia                                                             | Amichevole                                                             | -                                                                      | 69’                                                                    |
| 16-11-2023                                                             | Tallinn                                                                | Estonia                                                                | 0 – 2                                                                  | Austria                                                                | Qual. Euro 2024                                                        | -                                                                      | 71’                                                                    |
| 19-11-2023                                                             | Solna                                                                  | Svezia                                                                 | 2 – 0                                                                  | Estonia                                                                | Qual. Euro 2024                                                        | -                                                                      | 84’                                                                    |
| 21-3-2024                                                              | Varsavia                                                               | Polonia                                                                | 5 – 1                                                                  | Estonia                                                                | Qual. Euro 2024                                                        | -                                                                      | 67’                                                                    |
| 26-3-2024                                                              | Helsinki                                                               | Finlandia                                                              | 2 – 1                                                                  | Estonia                                                                | Amichevole                                                             | -                                                                      | 69’                                                                    |
| 4-6-2024                                                               | Lucerna                                                                | Svizzera                                                               | 4 – 0                                                                  | Estonia                                                                | Amichevole                                                             | -                                                                      |                                                                        |
| 8-6-2024                                                               | Tallinn                                                                | Estonia                                                                | 4 – 1                                                                  | Fær Øer                                                                | Coppa del Baltico 2024                                                 | -                                                                      | 78’                                                                    |
| 11-6-2024                                                              | Kaunas                                                                 | Lituania                                                               | 1 – 1 (3 – 4 dtr)                                                      | Estonia                                                                | Coppa del Baltico 2024                                                 | -                                                                      | 83’                                                                    |
| 8-9-2024                                                               | Solna                                                                  | Svezia                                                                 | 3 – 0                                                                  | Estonia                                                                | UEFA Nations League 2024-2025 - 1º turno                               | -                                                                      | 59’                                                                    |
| Totale                                                                 |                                                                        | Presenze                                                               | 62                                                                     |                                                                        | Reti                                                                   | 1                                                                      |                                                                        |

## Palmarès

### Club

#### Competizioni nazionali
- Supercoppa di Estonia: 2

Levadia Tallinn: 2013, 2015
- Campionato estone: 2

Levadia Tallinn: 2013, 2014
- Coppa di Estonia: 1

Levadia Tallinn: 2013-2014
- Supercoppa di Bielorussia: 1

BATĖ Borisov: 2016